# Октябрьское (Соболевское сельское поселение)
Октя́брьское  — село в  Смоленской области России,  в Монастырщинском районе. Расположено в западной части области  в 2  км к северу от Монастырщины, на правом берегу реки Вихра.   Население — 255 жителей  (2007 год). Входит в Соболевское сельское поселение.

## Экономика
Средняя школа, сельхозпредприятие «Октябрьское».